# آدم‌کش (فیلم اکشن ۲۰۲۳)
آدم‌کش (به انگلیسی: Assassin) یک فیلم اکشن و علمی تخیلی آمریکایی محصول سال ۲۰۲۳ با بازی نومزامو مباثا، دامینیک پرسل و بروس ویلیس (در آخرین نقش خود) است. این فیلم توسط جسی اطلس در اولین کارگردانی فیلم بلندش به نویسندگی آرون ولف ساخته شد و بر اساس فیلم کوتاه اطلس و ولف، بگذار مثل عاشقان بمیرند ساخته شده‌است.
آدم‌کش در ۳۱ مارس ۲۰۲۳ به‌وسیلهٔ صبان فیلمز در سینماهای منتخب و VOD منتشر شد.

## داستان
یک عملیات نظامی خصوصی به رهبری والمورا، فناوری ریزتراشه‌ای آینده‌نگر را اختراع می‌کند که ذهن یک مامور را قادر می‌سازد تا در بدن شخص دیگری ساکن شود تا ماموریت‌های مخفیانه و مرگبار را انجام دهد. اما وقتی مامور سباستین (مصطفی شاکر) در طی یک ماموریت مخفی کشته می‌شود، همسرش الکسا باید جای او را بگیرد تا مرد مسئول را به دست عدالت بسپارد.

## تولید
در ۲۹ آوریل ۲۰۲۱، اعلام شد که بروس ویلیس در فیلمی بنام Soul Assassin، یک فیلم دلهره‌آور که در آن نومزامو امباتا و دامینیک پرسل برای بازی در آن وارد مذاکره شدند، بازی خواهد کرد. فیلمبرداری در ۱۵ ژوئن ۲۰۲۱ در بسمر (آلاباما) آغاز شد. در جولای ۲۰۲۱، کمپانی صبان فیلمز حقوق پخش فیلم را به دست آورد. نام فیلم بعداً به Die Like Lovers تغییر کرد و سپس به Assassin تغییر داده شد.